# Centeterus euryptychiae
Centeterus euryptychiae là một loài tò vò trong họ Ichneumonidae.